# Cubières-sur-Cinoble
Cubières-sur-Cinoble település Franciaországban, Aude megyében. Lakosainak száma 81 fő (2022. január 1.). Cubières-sur-Cinoble Camps-sur-l’Agly, Fourtou, Soulatgé, Prugnanes és Saint-Paul-de-Fenouillet községekkel határos.

## Népesség
A település népessége az elmúlt években az alábbi módon változott:
| Lakosok száma | 56   | 64   | 64   | 72   | 100  | 102  | 96   | 84   | 83   | 81   |
|               | 1968 | 1982 | 1990 | 2006 | 2013 | 2015 | 2017 | 2019 | 2020 | 2022 |